# MAME
MAME (originalmente un acrónimo de «Multiple Arcade Machine Emulator», en español "Emulador de Múltiples Máquinas Recreativas") es un emulador multipropósito de máquinas recreativas, videoconsolas y otros sistemas, libre y de código abierto, que replica el hardware de estos equipos para su funcionamiento en computadoras domésticas y otros tipos de dispositivos. El objetivo del proyecto es preservar décadas de historia del software, que de otra manera se perdería o sería olvidado. Con el tiempo, MAME absorbió su proyecto hermano MESS («Multi Emulator Super System»), de manera que hoy en día, MAME documenta una amplia variedad de sistemas entre los que se cuentan computadoras, consolas de videojuegos, calculadoras, además de las máquinas recreativas para lo cual fue originalmente creado. El medio digital Joystiq se ha referido a MAME como una aplicación que todo jugador de Windows o Mac debería tener.
La primera versión fue publicada el 5 de febrero de 1997 por el desarrollador de software italiano Nicola Salmoria. Actualmente, MAME soporta más de siete mil juegos únicos y cerca de una decena de miles de imágenes ROM, a pesar de que no todos los juegos soportados son jugables.

## Historia
Previo a la creación de este emulador, la enorme diversidad del hardware de las máquinas recreativas hizo de la emulación de sus juegos una tarea muy compleja y desordenada.
Para facilitar la emulación de las máquinas recreativas, Nicola Salmoria creó MAME al fusionar varios emuladores en los que había estado trabajando. Basó su estructura en una arquitectura modular, en la que cada componente del hardware era emulado por medio de un driver específico, de tal forma que para la emulación de una máquina, basta con dar la información de qué componentes tiene, y cómo se relacionan.
El objetivo del desarrollo del MAME es contribuir a la preservación de juegos que, de otra forma, desaparecerían para siempre al desaparecer las máquinas que los contenían, contribuyendo a preservar la historia de los videojuegos.
El desarrollo del proyecto MAME se ha visto obstaculizado en estos años por distintos factores:
- La dificultad de acceder a las placas (hardware) de las recreativas originales, para estudiarlas y extraer las ROMs (copia del software de la máquina, que contiene el juego en sí).
- El cifrado utilizado internamente por muchas recreativas, como medio para evitar la piratería.
- Los posibles problemas legales que podrían producirse si se emularan juegos demasiado recientes,  aún comercializados.

## Juegos emulados
MAME emula actualmente la mayoría de videojuegos y programas del siglo XX e inicios del siglo XXI, en total alrededor de 30000 incluyendo múltiples versiones.
Legalmente, no se puede utilizar MAME, ni ningún otro emulador, con el archivo ROM de un juego cuya ROM física no se tenga en propiedad, o el permiso de emulación correspondiente. Esto hace que con el emulador nunca se distribuyan juegos de ningún tipo, porque podrían provocar graves problemas legales, aún en el caso de juegos con más de 20 años de antigüedad.
Sin embargo, esto no quiere decir que no existan ROMs a las que se pueda emular legalmente; varios juegos han sido liberados voluntariamente por sus creadores a petición de desarrolladores del proyecto MAME.
En un punto más oscuro se encuentran las licencias que no han sido liberadas de juegos desarrollados por compañías ya desaparecidas, porque en este caso no se puede determinar quién es el dueño de la licencia.
Igualmente, pese a la prohibición del uso y distribución de muchas de los ROMs, estas ROMs se pueden encontrar ilegalmente distribuidas en páginas de internet para su descarga.

### Compatibilidad de las ROMs
MAME siempre utiliza los volcados (ROMs y CHD) más correctos que existan en el momento en que cada nueva versión haya sido lanzada. Debido a que ocasionalmente se detectan errores en los volcados existentes y son sustituidos por otros verificados correctos o simplemente más completos, los usuarios deben mantener estos archivos actualizados para poder utilizarlos.
Aunque esto sucede raramente, para asegurar el mejor funcionamiento de los sistemas emulados se recomienda utilizar siempre las versiones más actualizadas tanto de los volcados como del emulador y prescindir de versiones más antiguas.

## Código abierto
MAME siempre se ha distribuido bajo una licencia Copyleft propia llamada "MAME-like license" en la que el código fuente estaba disponible siempre y cuando no se usara para fines comerciales, esto imposibilitó a los dueños de arcades que instalasen MAME en sus muebles para evitar posibles represalias por los dueños de los juegos. Dicha licencia por tanto era incompatible con la OSI y la Free Software Foundation.
El 20 de mayo de 2015 se anunció en el sitio web de MAME que el emulador estaba en transición de ser código abierto con la idea de licenciar el código en BSD-3. Finalmente el 4 de marzo de 2016 MAME como también MESS se vuelve 100% código abierto, mientras el 90% del código es licenciado en BSD-3, el proyecto como tal se publica bajo la licencia GPLv2.
Aun cuando MAME es software libre, la marca aún le sigue perteneciendo a Nicola Salmoria.

## Versiones
MAME se desarrolla en versiones Windows y DOS, pero existen versiones para otras plataformas, como Linux, Mac OS, AmigaOS, QNX, e incluso de forma no oficial para Nintendo DS, Nintendo 64, Dreamcast, GP32, GP2X, GP2X Wiz, Dingoo A320, Nokia S60, Android, PlayStation 2, PlayStation Portable, XBOX, iPhone, Motorola A1200, ROKR E6 y Wii.